# Gemeinde Obiliq
Die Gemeinde Obiliq (albanisch Komuna e Obiliqit oder auch Komuna e Kastriotit, serbisch Општина Обилић Opština Obilić) ist eine Gemeinde im Kosovo. Sie liegt im Bezirk Pristina. Verwaltungssitz ist die Stadt Obiliq.

## Geographie
Die Gemeinde Obiliq befindet sich im Zentrum Kosovos. Im Norden grenzt die Gemeinde an die Gemeinde Vushtrria, im Osten an die Gemeinde Pristina, im Süden an die Gemeinde Fushë Kosova und im Westen an die Gemeinde Drenas. Insgesamt befinden sich 19 Dörfer in der Gemeinde. Die Fläche beträgt 105 km². Zusammen mit den Gemeinden Pristina, Podujeva, Drenas, Fushë Kosova, Lipjan, Gracanica und Novo Brdo bildet die Gemeinde den Bezirk Pristina.

## Bevölkerung
Die aktuellste amtliche Schätzung von 2021 beziffert die Einwohnerzahl der Gemeinde auf 18.218.
Die Volkszählung aus dem Jahr 2011 ergab für die Gemeinde Obiliq eine Einwohnerzahl von 21.549, hiervon waren 19.854 (92,13 %) Albaner, 661 (3,07 %) Roma, 578 (2,68 %) Aschkali, 276 (1,28 %) Serben, 58 Bosniaken, 27 Balkan-Ägypter, fünf Goranen und zwei Türken.
21.050 deklarierten sich als Muslime, 269 als Orthodoxe, vier als Katholiken, 186 gaben keine Antwort und eine Person bekannte sich zu keiner Religionsgemeinschaft.
| Zensus    | 1948  | 1953   | 1961   | 1971   | 1981   | 1991   | 2011   | 2021   |
| --------- | ----- | ------ | ------ | ------ | ------ | ------ | ------ | ------ |
| Einwohner | 9.228 | 10.971 | 14.899 | 21.188 | 26.595 | 31.627 | 21.549 | 18.218 |

| Ethnie    | Albaner | Serben | Türken | Bosniaken | Roma | Aschkali | Goranen | Balkan-Ägypter | Andere | Unbekannt |
| --------- | ------- | ------ | ------ | --------- | ---- | -------- | ------- | -------------- | ------ | --------- |
| Einwohner | 19.854  | 276    | 2      | 58        | 661  | 578      | 5       | 27             | 48     | 12        |

| Religion  | Muslime | Orthodoxe | Katholiken | Atheisten | Andere | Unbekannt |
| --------- | ------- | --------- | ---------- | --------- | ------ | --------- |
| Einwohner | 21.050  | 269       | 4          | 1         | 11     | 28        |

## Orte

Karte der Gemeinde mit Ortschaften (nicht eingezeichnet sind Dobrosella und Kozarica)

| Albanisch                    | Serbisch        | Einwohnerzahl (2011) |
| ---------------------------- | --------------- | -------------------- |
| Bakshia (Bakshi)             | Bakšija         | 602                  |
| Babimoc (Baimofc)            | Babin Most      | 392                  |
| Breznica (Breznicë)          | Breznica        | 1.302                |
| Caravadica (Cërkvena Vodicë) | Crkvena Vodica  | 733                  |
| Dobrosella (Dobrosellë)      | Dobro Selo      | 0                    |
| Grabofc i Epërm              | Gornji Grabovac | 341                  |
| Hamidia (Hamidi)             | Hamidija        | 147                  |
| Hade                         | Ade             | 534                  |
| Kozarica (Kozaricë)          | Kozarica        | 469                  |
| Kryshec (Kryshefc)           | Kruševac        | 1.053                |
| Llazareva (Llazarevë)        | Lazarevo        | 429                  |
| Leshkoshiq                   | Leskovčić       | 703                  |
| Mazgit                       | Mazgit          | 2.886                |
| Millosheva (Milloshevë)      | Miloševo        | 1.819                |
| Obiliq                       | Obilić          | 6.864                |
| Plemetin                     | Plemetina       | 1.381                |
| Raskova (Raskovë)            | Raskovo         | 640                  |
| Sibovc                       | Sibovac         | 963                  |
| Shipitulla (Shipitullë)      | Šipitula        | 291                  |